# 布雷尼察冰川

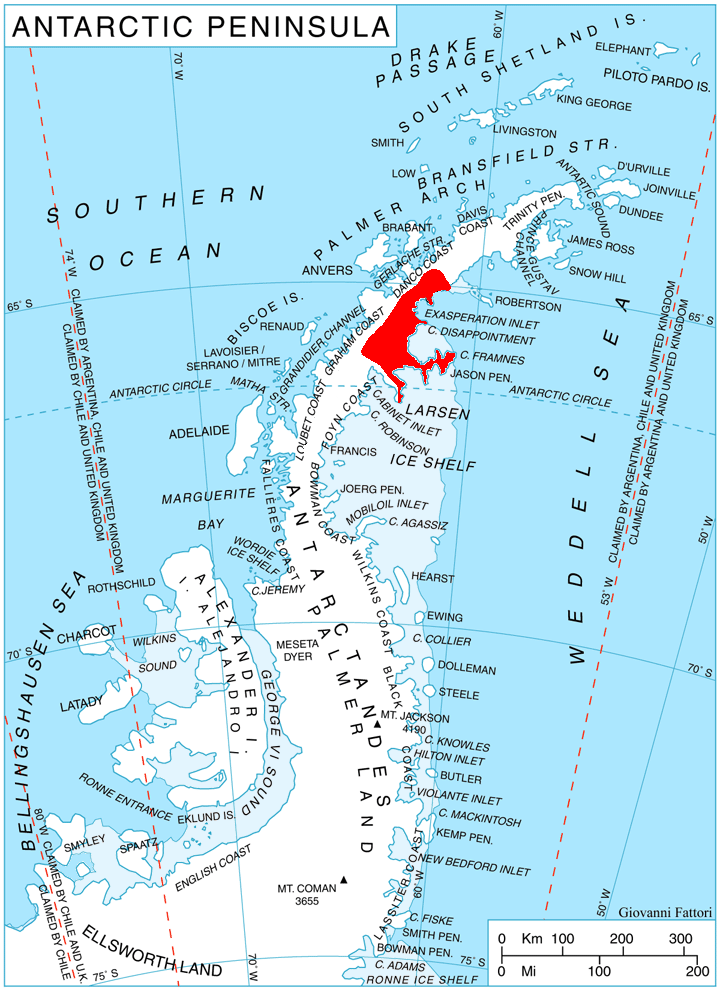

布雷尼察冰川是南極洲的冰川，位於葛拉漢地，長14公里、寬4.5公里，處於德里加爾斯基冰川西南面和羅戈什冰川以西，以保加利亞的北部鄉鎮命名。
64°53′10″S 61°29′50″W / 64.88611°S 61.49722°W

## 外部連結
- Brenitsa Glacier. （页面存档备份，存于） SCAR Composite Antarctic Gazetteer.